# Santa Maria delle Grazie (Varallo)

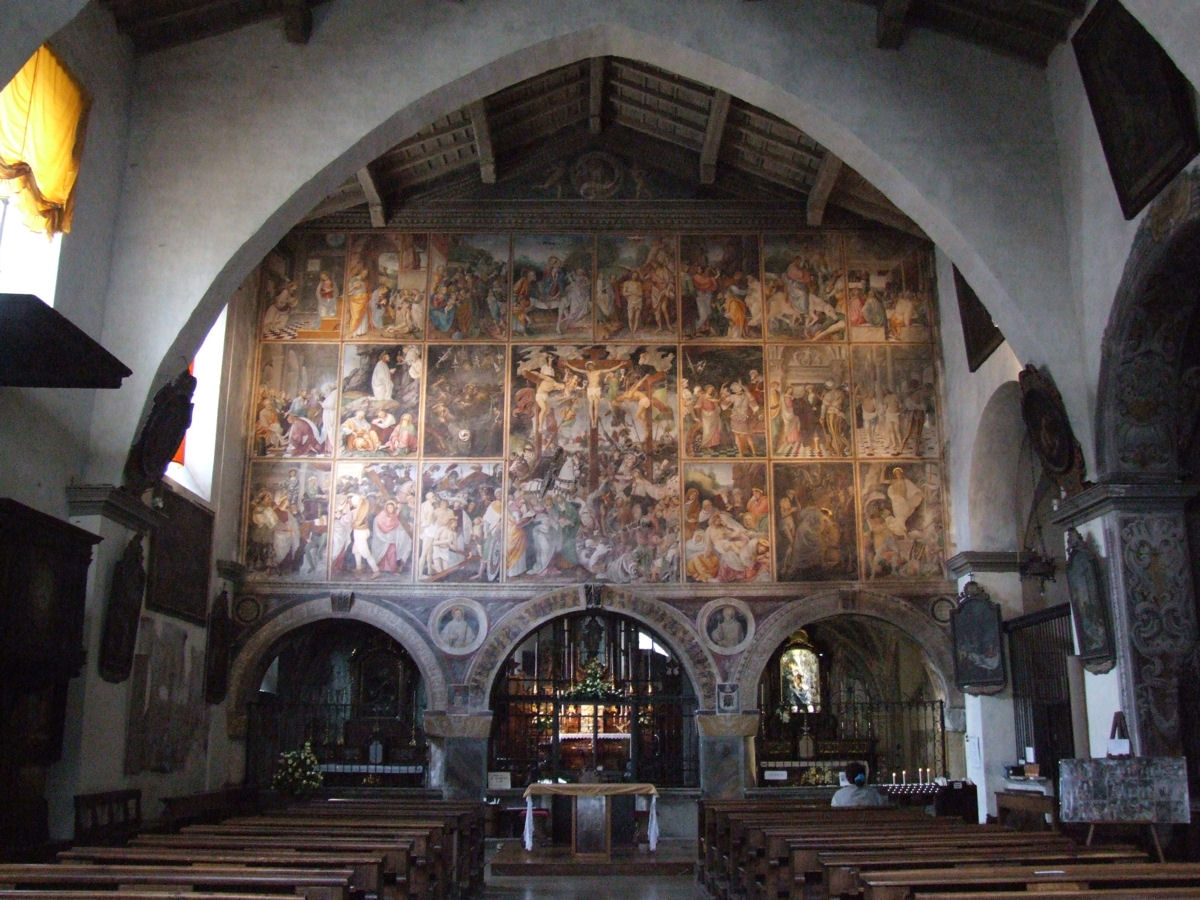
Das Innere der Kirche

Die Kirche Santa Maria delle Grazie in Varallo wurde zusammen mit dem angrenzenden Franziskanerkloster von Pater Bernardino Caimi zwischen 1486 und 1493 gleichzeitig mit dem Beginn der Arbeiten am Sacro Monte errichtet. Im März 1931 hat Papst Pius XI. sie zur Würde einer Basilica minor erhoben.

## Geschichte
Der aus dem Kloster und der Kirche bestehende architektonische Komplex folgt dem typischen Ansatz der religiösen Gebäude, die zur Unterbringung der Franziskaner bestimmt sind. Die Kirche ist im gotischen Stil errichtet, der hier einen sehr nüchternen Ausdruck zeigt. Das Innere weist die typische Unterteilung in den Raum für die Gläubigen und den für die Ordensbrüder auf, und zwar durch eine bis an die Decke reichende Trennwand (den „tramezzo“), die von drei Rundbogen getragen wird; der zentrale Bogen führt in den für die Mönche vorbehaltenen Saal, und die beiden seitlichen beherbergen ebenso viele Kapellen. Es handelt sich um einen Ansatz, der auf Bernhardin von Siena zurückgehen soll (und daher als „bernhardinisches Modul“ bezeichnet wird). An der großen Trennwand hat Gaudenzio Ferrari 1513 eines seiner künstlerisch wertvollsten Werke geschaffen.
Eine ähnliche dekorative Struktur mit einer vollständig mit Fresken bemalten Trennwand, die Szenen aus dem Leben Christi (oft von großer künstlerischer Qualität) darstellen, war typisch für die religiöse und künstlerische Kultur der Franziskaner im Piemont und in der Lombardei zwischen dem 15. und 16. Jahrhundert. Unter den bemalten Trennwänden, die sich erhalten haben, sind außerdem zu nennen die Kirchen: San Bernardino in Ivrea, Santa Maria degli Angeli in Lugano, Santa Maria delle Grazie in Bellinzona und San Bernardino in Caravaggio.
Das Franziskanerkloster war Ende des 15. Jahrhunderts weitaus größer als das, was heute vom Platz aus zu sehen ist, auf dem das Denkmal für Gaudenzio Ferrari steht (ein Werk von Pietro della Vedova, 1874). Der alte Bau umfasste zwei Kreuzgänge, die Zellen der Ordensbrüder, ein Refektorium, die Bibliothek und die Arbeitsräume (die vor allem für die Errichtung des Sacro Monte dienten).
Eine Reihe von Fresken, die heute verschwunden oder verschlissen sind, schmückte die Außenmauern des Klosters. Eine noch lesbare Pietà wird (mit sehr viel Vorbehalt) als ein Jugendwerk von Gaudenzio angesehen.
Nachdem die Franziskaner zu Beginn des 20. Jahrhunderts das von der Zeit beeinträchtigte Kloster aufgegeben hatten, begleiteten zahlreiche Polemiken die Wiederherstellung des Ortes mit der Anlage des Platzes und der Nutzbarmachung einiger Teile für Zwecke des öffentlichen Bauwesens.
Seit 1953 ist der Gebäudekomplex Sitz der Missionsschwestern Suore Missionarie di Gesù Eterno Sacerdote.

## Die Wand von Gaudenzio

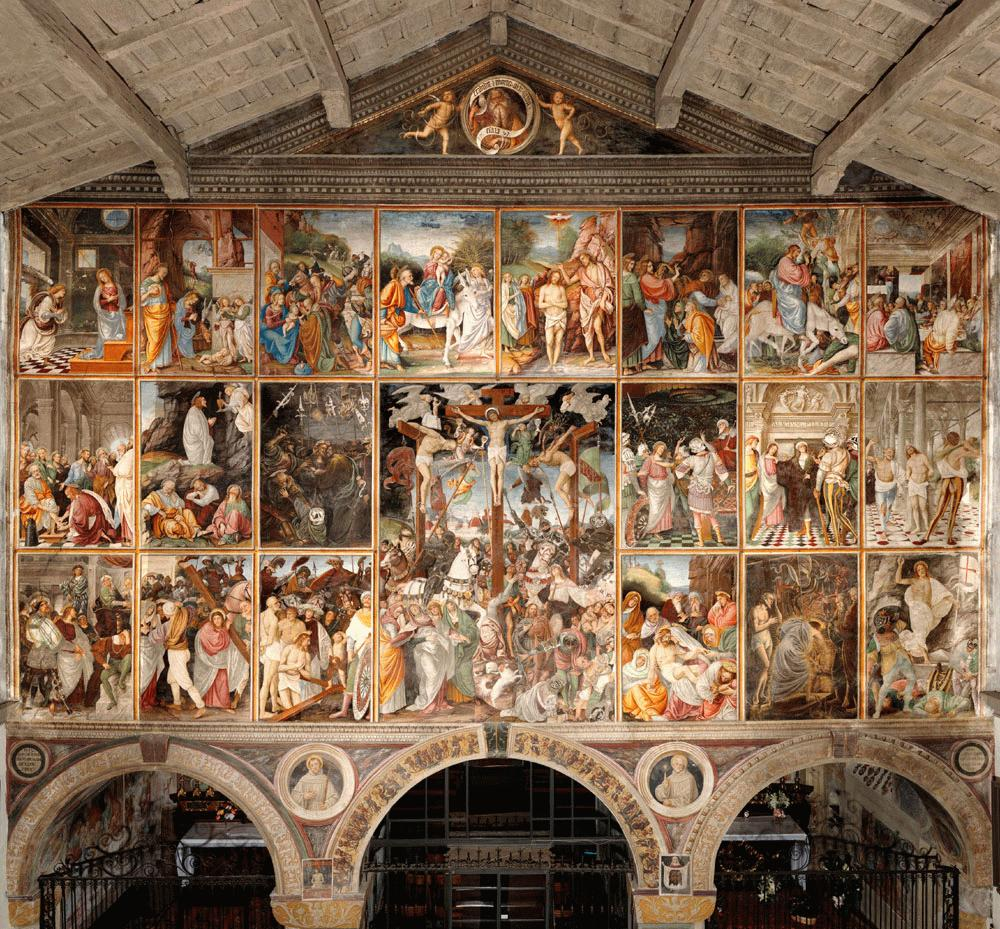
„Die Wand von Gaudenzio“ in Santa Maria delle Grazie, Varallo
Die Szenen: Verkündigung des Herrn, Natività, Anbetung der Könige, Flucht nach Ägypten, Taufe Jesu, Die Auferweckung des Lazarus, Einzug in Jerusalem, Abendmahl Jesu, Fußwaschung, Gebet im Garten Getsemani, Gefangennahme Jesu, Jesus vor Herodes, Jesus vor Pilatus, Geißelsäule, Pilatus wascht seine Hände in Unschuld, Via Dolorosa, Vorbereitung des Kreuzes, Beweinung Christi, Abstieg Christi in die Unterwelt, Auferstehung Jesu Christi; im Zentrum die Kreuzigung

Wie das häufig bei Franziskaner-Kirchen der Fall ist, lässt das karge Äußere nicht den Reichtum der Kunstwerke erahnen, die darin enthalten sind. Gegen 1880 schrieb ein Besucher von Niveau wie Jacob Burckhardt mit Begeisterung: „Welch ein künstlerischer Glanz sich doch in dieser ärmlichen Kirche ausbreitet!“
In der maßvollen Atmosphäre der Kirche mit ihren gotischen Bogen, die den freiliegenden Dachbinder stützen, wird der Blick sogleich vom szenischen Effekt und von der Lebhaftigkeit der Farben angezogen, durch die sich die Malereien an der großen Trennwand auszeichnen.
Die von Gaudenzio Ferrari ausgeführten Fresken stellen eines der Meisterwerke der Renaissance-Malerei im Piemont und in der Lombardei dar. Sie erzählen Das Leben und den Leidensweg Christi mit Szenen, die eine Fläche von 10,4 × 8 m einnehmen: zwanzig gleich große Flächen erzählen – nach einem traditionellen geometrischen Schema, das für die pädagogische Funktion der Biblia pauperum ersonnen wurde – die wichtigsten Begebenheiten der evangelischen Schilderung von der Verkündigung bis zur Auferstehung Christi. Eine weitere Szene von vierfacher Größe im Mittelpunkt der Wand stellt den dramatischen Höhepunkt der Erzählung und den natürlichen Konvergenzpunkt für den Blick der Gläubigen dar: die Kreuzigung Christi.
Der aus dem Valsesia-Tal stammende Maler schuf die herrlichen Fresken dieser Wand im Jahr 1513 (worauf zwei Medaillons mit der eigenhändigen Aufschrift „Gaudenzius Ferrarius Vallis Siccidae pinxit“ hindeuten), als er bereits seit wenigstens zehn Jahren mit den Arbeiten am Sacro Monte befasst war und bereits vortreffliche Werke wie das Polyptychon der hl. Anna geschaffen hatte.
Bei der Realisierung der Fresken der Wand in der Kirche Santa Maria delle Grazie zeigt sich Ferrari auf dem Laufenden mit den Neuigkeiten der italienischen Renaissance; zunächst hinsichtlich der Lektion, die Leonardo in Mailand hinterlassen hatte (das Abendmahl von Gaudenzio scheint z. B. in einer anderen Perspektive die bewegte Dramatik des Abendmahls von da Vinci nachzuahmen; von Leonardo beeinflusst sind auch die Felslandschaften im Hintergrund einiger Szenen). Dann ist da die Lektion von Bramantino mit seiner Fähigkeit, die Figuren statuenhaft hervortreten zu lassen, die im Vergleich zu reizvollen architektonischen Perspektiven in den Vordergrund gestellt sind; und dann die Lektion von Perugino und der anderen mittelitalienischen Maler, die Gaudenzio auf seiner Reise bis nach Rom gesehen hat.
Aber sucht man nach den „wirklichen“ künstlerischen Quellen von Gaudenzio bei der Realisierung der Wand mit den Szenen aus dem Leben Christi, ist vielleicht an erster Stelle Giovanni Martino Spanzotti – zu jener Zeit war er noch aktiv – zu nennen, der 25 Jahre davor ein ähnliches Werk geschaffen hatte, indem er die große Wand der Kirche San Bernardino in Ivrea mit Fresken bemalte, und deren Einfluss sich deutlich bemerkbar machte bei den ersten Arbeiten in Bezug auf den Sacro Monte. Die nächtliche Szene der Gefangennahme Christi ist das fast wörtliche Zitat einer ähnlichen Malerei von Spanzotti in Ivrea mit malerischen Techniken, die Hell-Dunkel-Darstellungen im Licht der Fackeln vorwegnehmen, die bei den Nachfolgern Caravaggios so beliebt waren.
Allerdings beweist Gaudenzio Ferrari auf der Höhe der Jahre, in der er die Fresken realisiert, eine selbständige künstlerische Persönlichkeit. Wenn er – im Bewusstsein der am meisten gefeierten künstlerischen Neuigkeiten – auf Martino Spanzotti „zurückschaut“, dann geschieht dies als Hommage an den „menschlichen und mehr noch humanistischen Adel“ der Fresken von Ivrea, an seine Poetik, die auf die Realität der bescheidenen Leute schaut, auf ihren Glauben, den sie als Suche nach dem Sinn der täglichen Lebensmühe erleben.
Man hat bemerkt, dass diese Rückschau des Malers aus Valduggia rückhaltlos selbst dahin gelangt, die Maltechniken der piemontesischen Gotik neu zu interpretieren, angefangen beim alten Jaquerio, wenn es dazu dient, eine zusätzliche Dramatik in der bildlichen Erzählung des Evangeliums zu erhalten. Hieraus entstehen die plastischen Reliefs, um das Leuchten der Soldatenrüstungen und den Glanz der Heiligenscheine besser hervorzuheben. Man ahnt auch hier, dass Gaudenzio sich Gedanken über den Sacro Monte macht und über die Art, Malerei und Bildhauerei auf eine Synthese zu reduzieren.
Selbst die Anordnung der Szenen – angefangen bei der großartigen Kreuzigung – scheinen die Pläne zu den dekorativen Apparaten der oberhalb der Felswand von Varallo zu errichtenden Kapellen vorwegzunehmen.
Die Szenen dieser großen Wand nehmen nicht das vorweg, was Gaudenzio selbst am Sacro Monte realisieren wird, sondern werden – auch in den Augen der nachfolgenden Auftraggeber – zu einer Art „programmatischem Manifest“ zum Nutzen der Künstler, die sich im Lauf der Zeit darauf berufen werden. Man nehme z. B. das Gebet im Garten mit der in zwei Bänder unterteilten Szene, dasjenige mit dem betenden Jesus und dasjenige mit den eingeschlafenen Aposteln: dieselbe Anordnung wird getreu übernommen bei der Aufstellung der Statuen von Giovanni d’Enrico; oder man beachte die „kropfige“ Figur im Aufstieg zum Kalvarienberg, die fast wörtlich von Tabacchetti in der gleichnamigen Kapelle zitiert wird.
Eine enge Beziehung besteht daher zwischen der prächtigen Wand von Gaudenzio in der Kirche Santa Maria delle Grazie und der Einheitlichkeit, mit der die Arbeiten im „großen Bergtheater“ an der Felswand über der Kirche vorangingen.

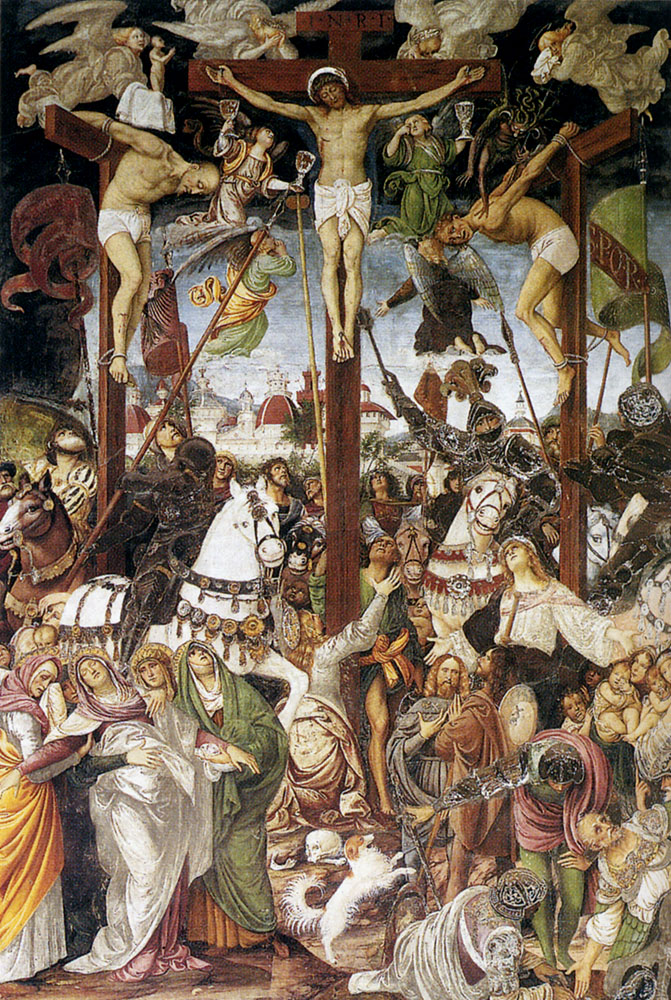
Die Kreuzigung

## Andere künstlerische Zeugnisse in der Kirche
Das künstlerische Interesse an der Kirche konzentriert sich selbstverständlich auf die Gaudenzio-Wand; aber es finden sich dort auch andere Werke, die alles andere als zu vernachlässigen sind.
Die beiden Kapellen unterhalb der großen Trennwand enthalten Fresken, die ein weiteres Zeugnis von den künstlerischen Qualitäten Gaudenzios und anderer Maler ablegen, die besonders wichtig sind, um seine malerischen Anfänge zu verstehen. Es handelt sich um die Kapelle Santa Margherita, die Gaudenzio vor der großen Wand mit Fresken ausmalte, nämlich 1507 mit zwei evangelischen Szenen (Darstellung Christi im Tempel und Jesus mit den Toralehrern) und mit Grotesken, einem malerischen Genre, in dem Gaudenzio herausragend war.
Da ist dann rechts die Kapelle Cappella delle Grazie mit Fresken der Mailänder Schule, die wahrscheinlich um 1491 entstanden sind (an den Wänden Szenen der Geburt der Jungfrau, der Hochzeit der Jungfrau und der Anbetung der Könige, unter den Bogen Figuren von Propheten).
Es handelt sich um Fresken, die heute der Werkstatt von Giovanni Scotto zugeschrieben werden, bei dem – auch nach einem alten Zeugnis von Giovanni Paolo Lomazzo – Gaudenzio in die Lehre gegangen ist.
In derselben Kapelle steht über dem Altar eine übertrieben neubemalte Holzskulptur, die die Madonna mit dem stehenden Kind auf den Knien darstellt: eine sehr alte Ikone, die in der volkstümlichen Verehrung hohes Ansehen genießt.
Unter den zahlreichen Werken ist an der linken Wand in der Nähe der Kanzel ein Fresko von Fermo Stella zu sehen, einem Schüler von Gaudenzio Ferrari, mit dem er am Sacro Monte zusammenarbeitete. Es stellt eine Szene dar, die nicht häufig in der religiösen Kunst vorkommt, nämlich Jesus nimm Abschied von der Mutter. Das Thema ist einer Homilie des hl. Johannes Chrysostomos entnommen.

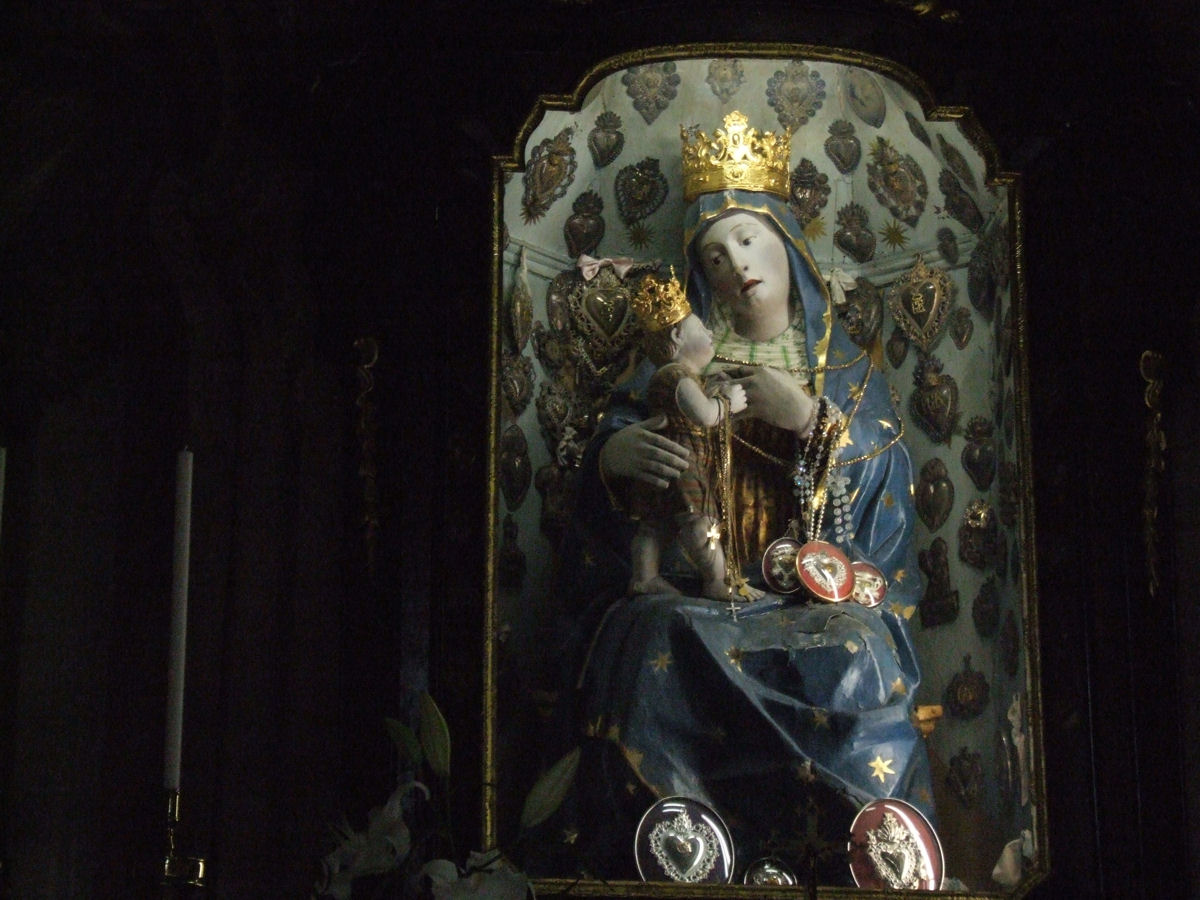
Die Statue der S.M. delle Grazie, Holzstatue
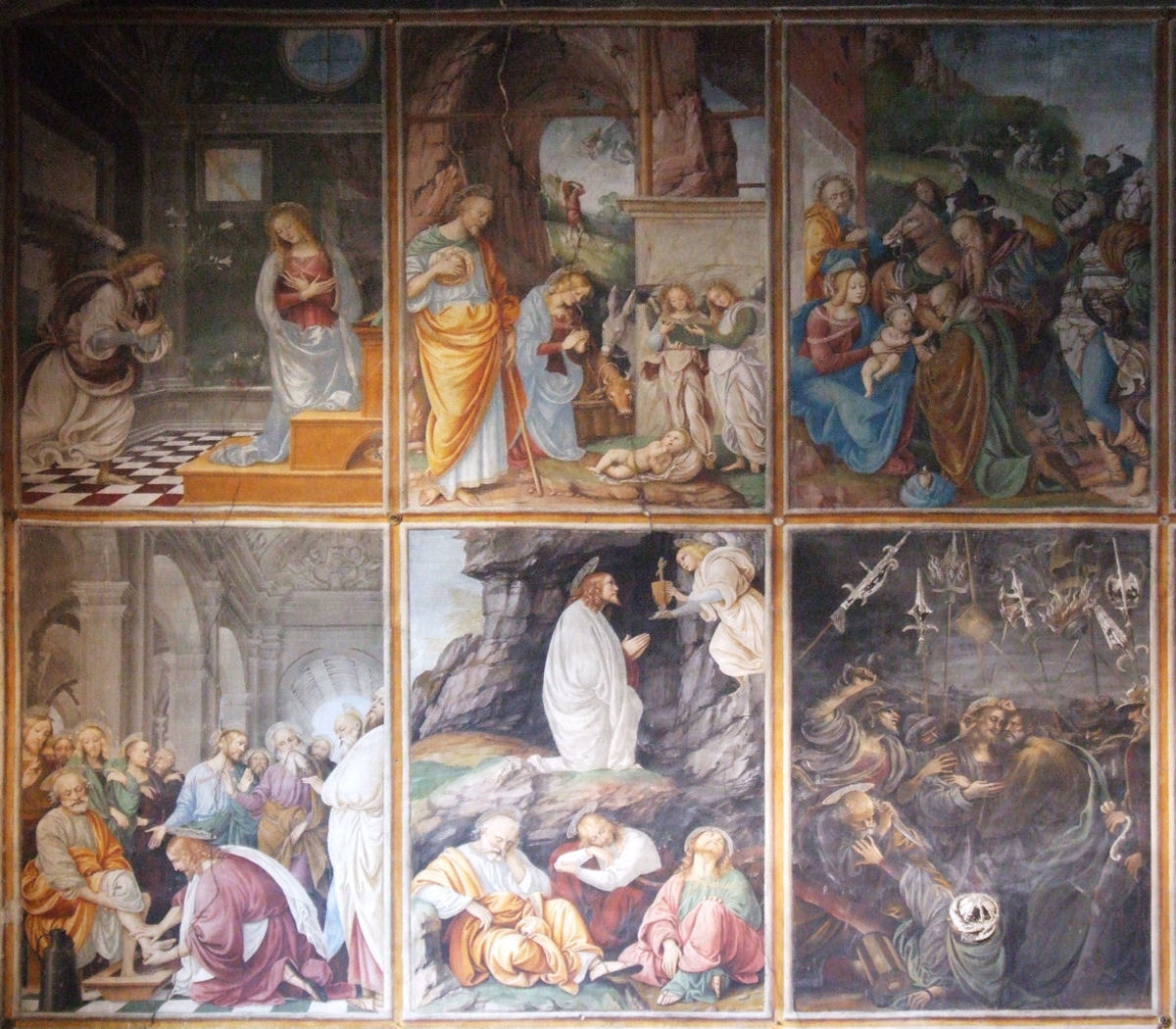
Gaudenzio Ferrari, Szene von Das Leben und den Leidensweg Christi
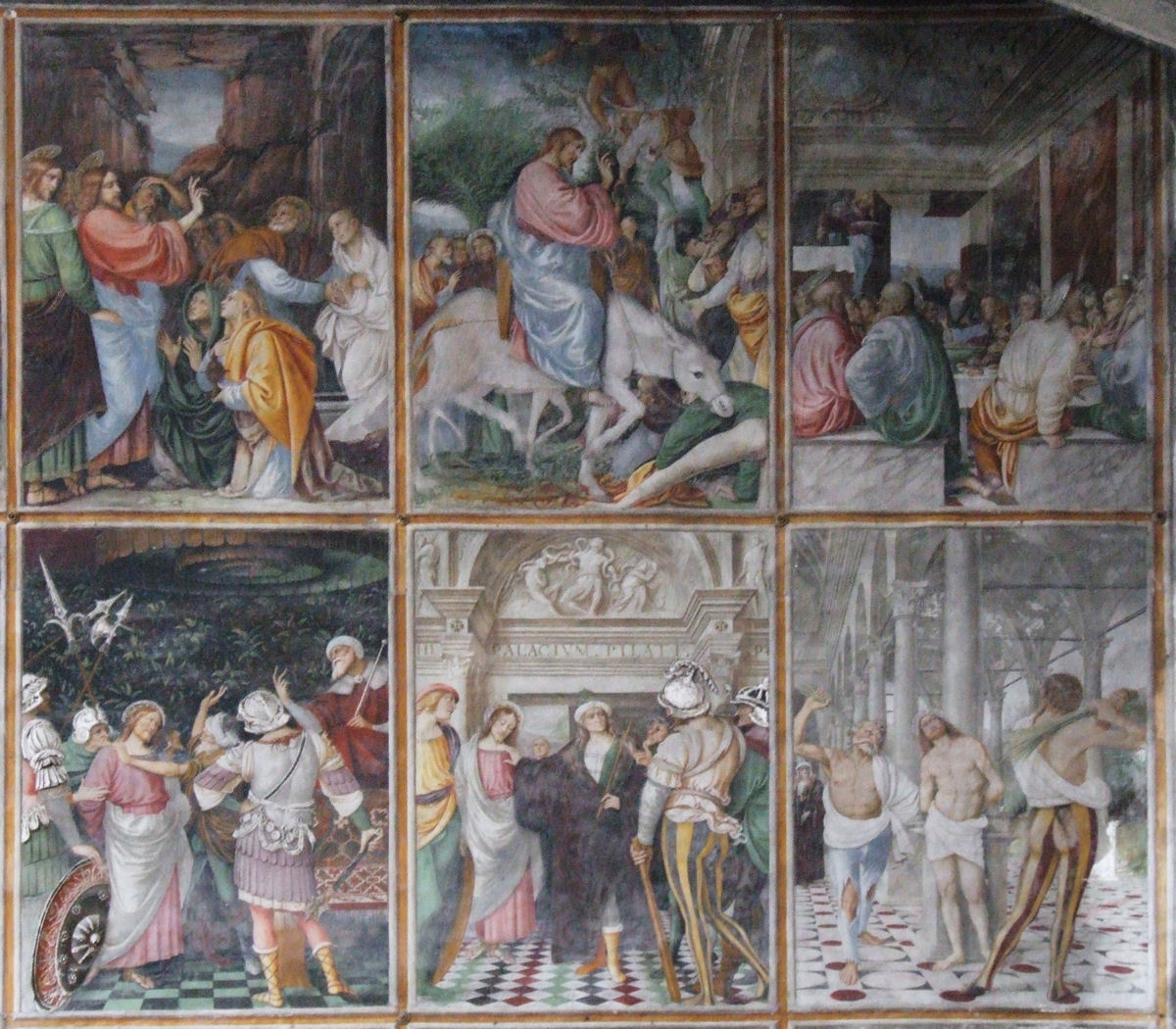
Gaudenzio Ferrari, Szene von Das Leben und den Leidensweg Christi
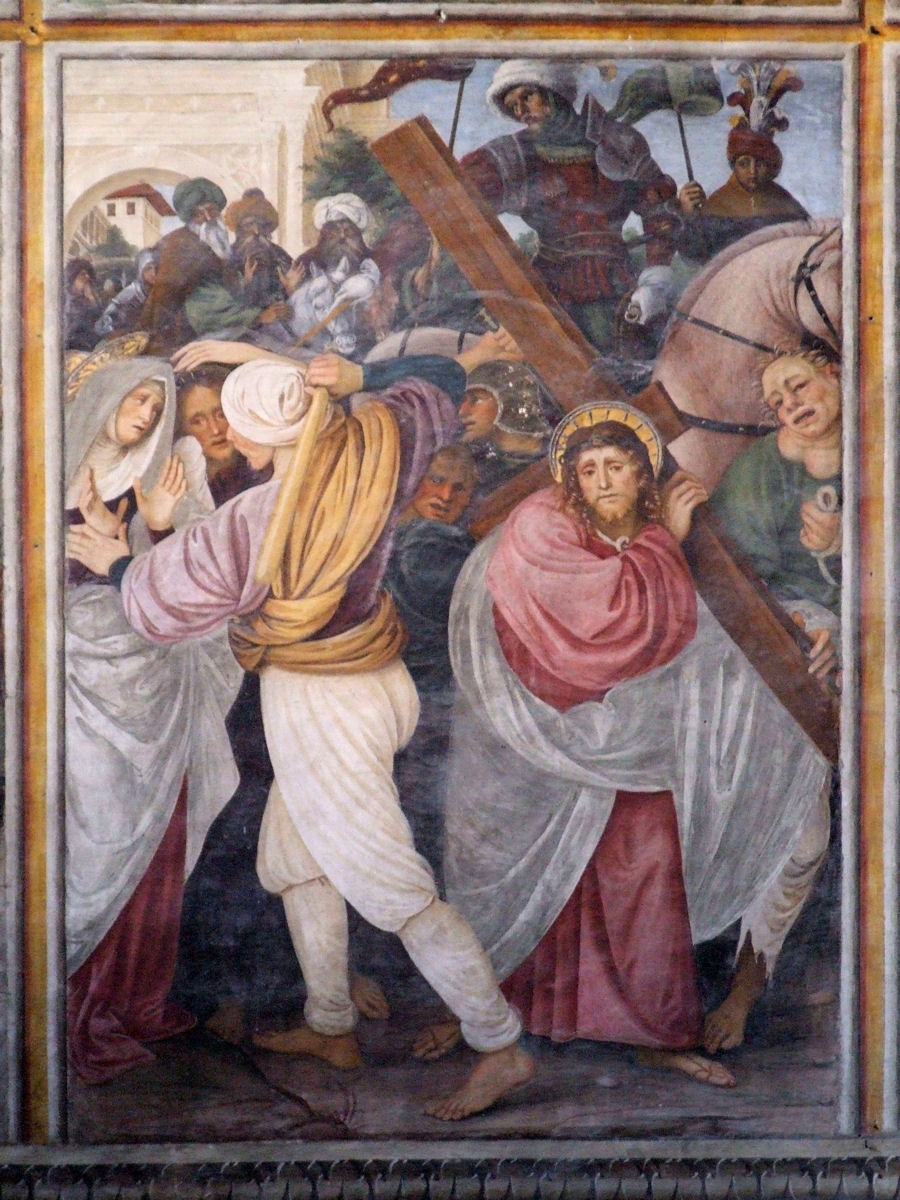
Gaudenzio Ferrari, Szene des Aufstieg zum Kalvarienberg
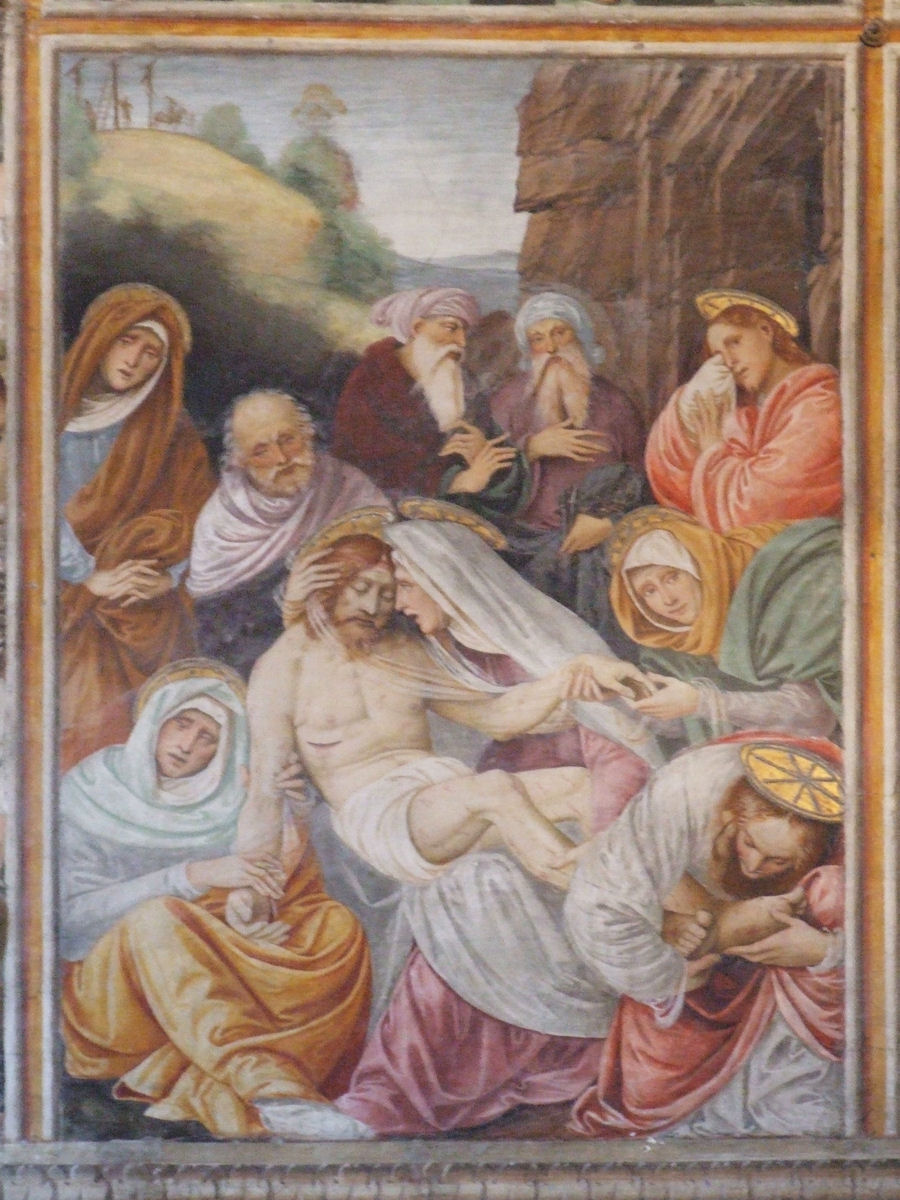
Gaudenzio Ferrari, Szene der Beweinung Christi
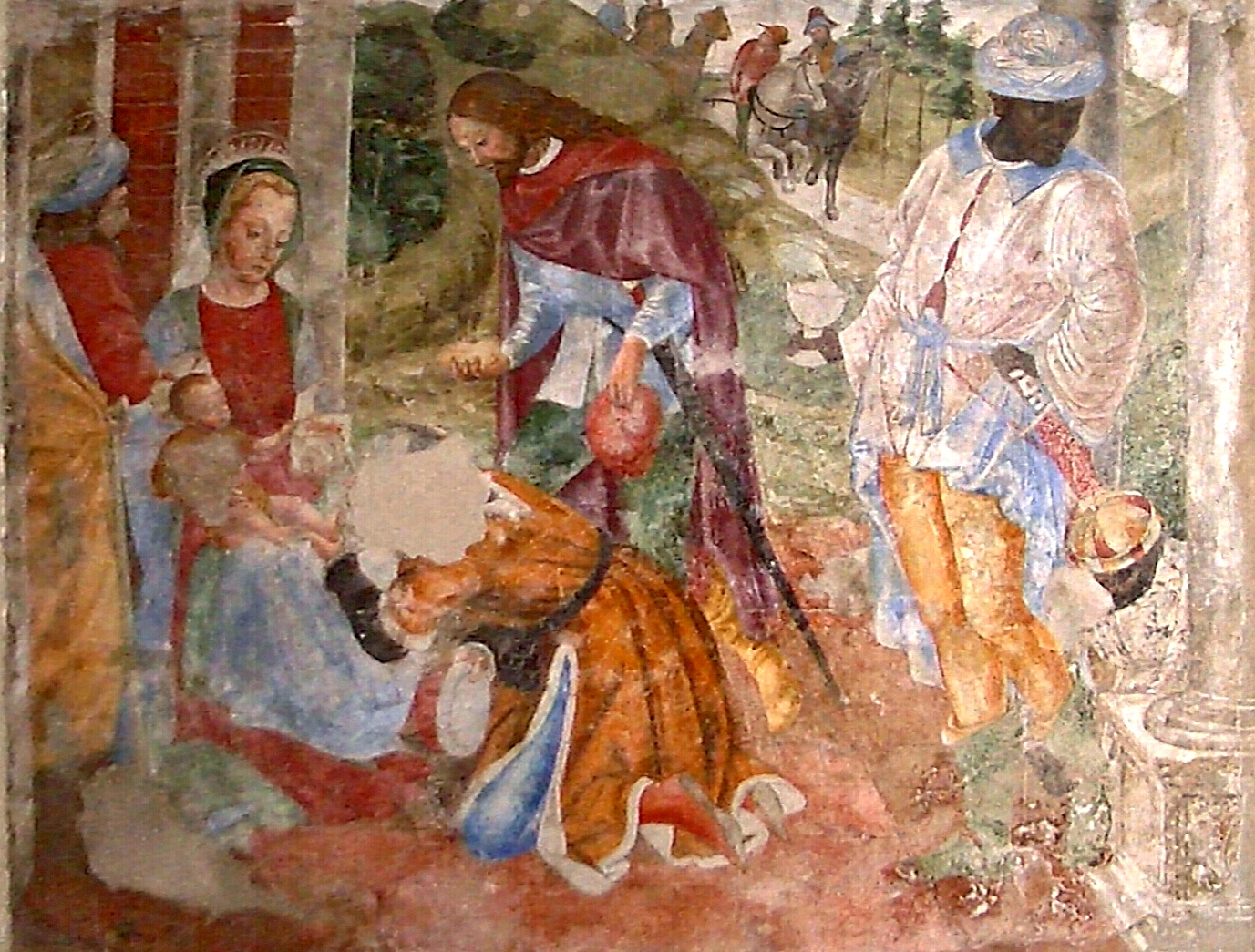
Bottega di Giovanni Scotto, Anbetung der Könige, Fresko, ca. 1491
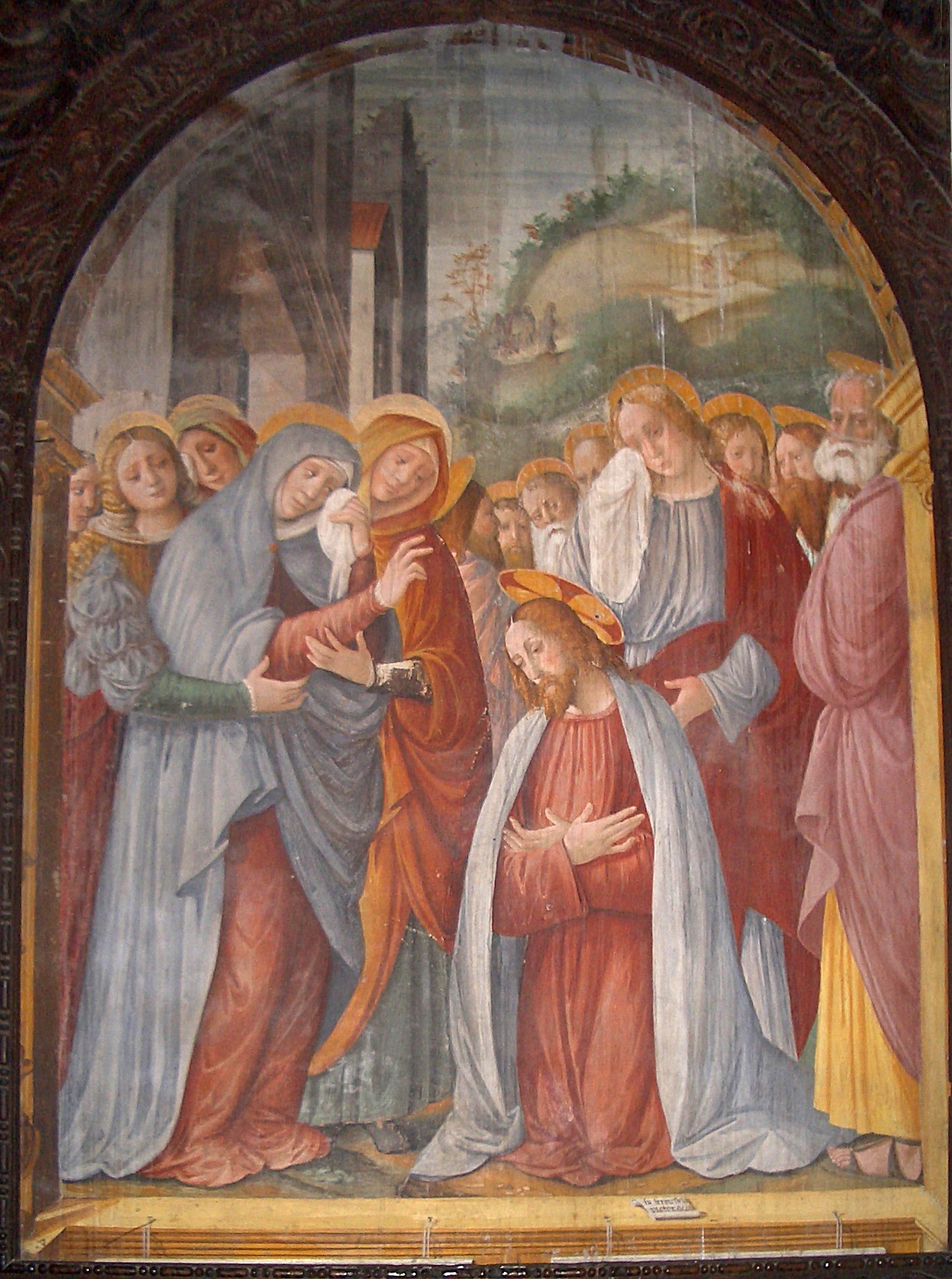
Fermo Stella, Jesus nimm Abschied von der Mutter, Fresko